# Tumba de Clitemnestra

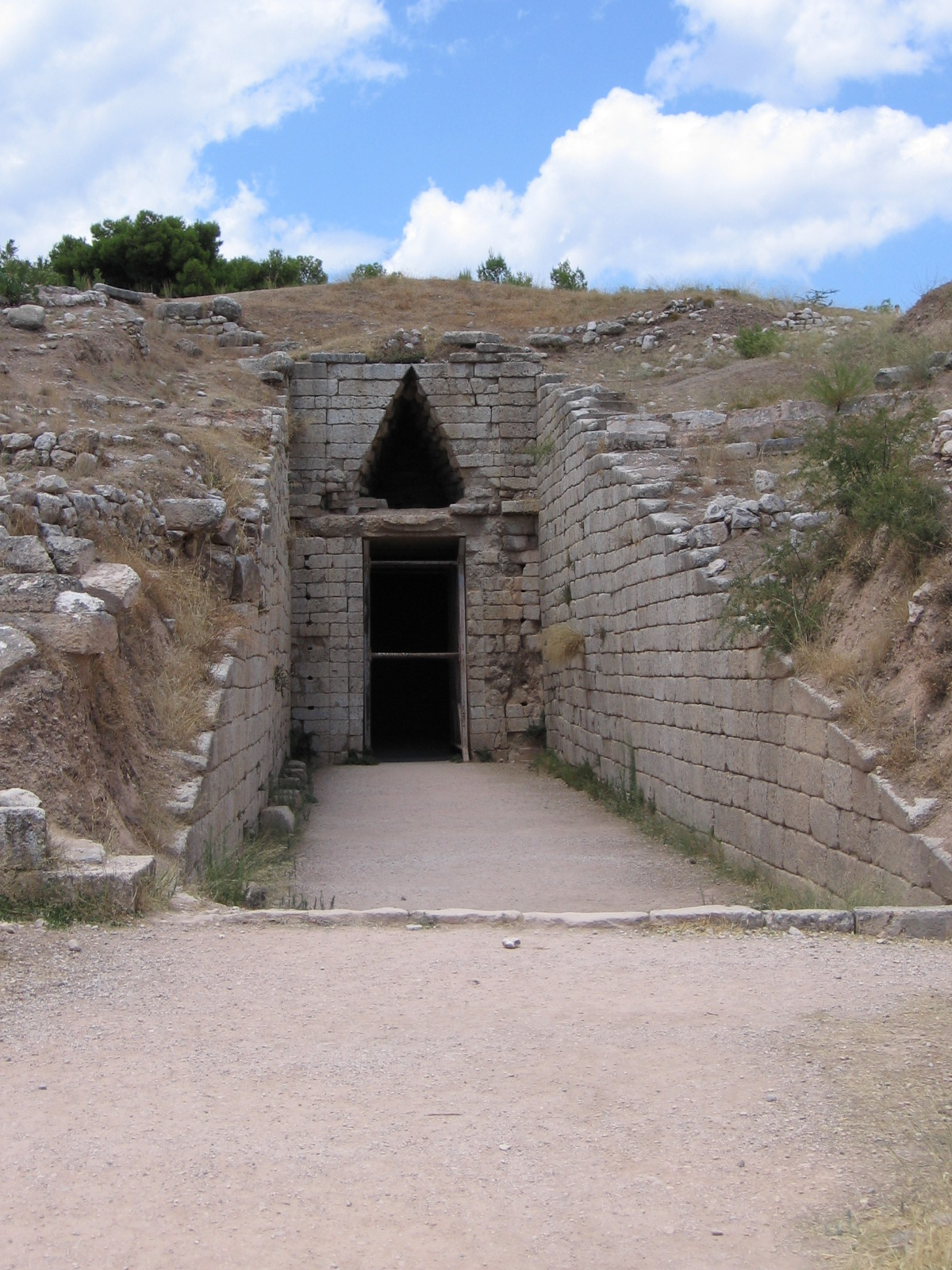
Tumba de Clitemnestra, fuera de las murallas de Micenas.

Se ha llamado tumba de Clitemnestra a una tumba de cúpula del yacimiento arqueológico de Micenas (Grecia) que ha sido datada hacia el año 1220 a. C. 
Su nombre se debe a que existía la tradición, relatada por Pausanias, de que la tumba de la mítica Clitemnestra, esposa de Agamenón, estaba situada en un lugar fuera del recinto de las murallas de Micenas.

## Descubrimiento
El descubrimiento de esta tumba se produjo a principios del siglo XIX, mientras se estaba construyendo un acueducto. La tumba no había sido saqueada durante la Antigüedad pero, tras su hallazgo, se cuenta que el pachá de Nauplio se llevó una enorme cantidad de objetos que contenía, cuyo paradero y composición se desconoce. 
La tumba se encuentra al sudeste del llamado Círculo de tumbas B, una necrópolis que se descubriría posteriormente durante unos trabajos de reconstrucción de la tumba de Clitemnestra que se llevaron a cabo en 1951.

## Descripción
Esta tumba consta de un dromos de 37 metros de longitud y 6 de anchura cuyos muros se construyeron mediante un sistema isodómico. Se accedía a la cámara a través de una puerta de doble hoja de madera que estaba recubierta de bronce en las partes más vulnerables. A ambos lados de la puerta se han conservado las basas de unas semicolumnas. Sobre el dintel se halla un triángulo de descarga cuya decoración no se ha conservado apenas. La cámara tiene un diámetro de unos 13,50 m y la cúpula mide unos 13 metros de altura. 
Una parte de su dromos fue destruida en el periodo helenístico debido a la construcción de un teatro en ese mismo emplazamiento. Por otra parte, bajo el dromos se halló una fosa que contenía la sepultura de una mujer, donde se encontraron dos espejos con mangos de marfil tallados. Además, en los escombros de antiguas excavaciones se encontraron dos sellos: en uno de ellos aparece representada una diosa cabalgando un animal y en el otro se representa un animal.